# Gjerdinga
Gjerdinga est une île habitée de la commune de Nærøysund , en mer de Norvège dans le comté de Trøndelag en Norvège.

## Description
L'île de 5,5 km2 est située à extrémité nord du Nærøysundet (en) et elle fait partie de l'archipel de Vikna, à l'est de l'île de Lauvøya. Elle se trouve à environ 13 km de Rørvik.
La plupart des 20 habitants de l'île vivent dans le village de Gjerdinga, dans la partie sud-est de l'île et il y a aussi des résidences de vacances. L'île est reliée au continent par un ferry exploité par Namsos Trafikkselskap.